# بوژووکا
بوژووکا (به لهستانی:  Bożówka) یک روستا در لهستان است که در گمینا ماگنوشو واقع شده‌است. بوژووکا ۷۰ نفر جمعیت دارد.